# Ladapeyre
Ladapeyre település Franciaországban, Creuse megyében. Lakosainak száma 356 fő (2022. január 1.). Ladapeyre Ajain, Châtelus-Malvaleix, Clugnat, Jalesches, Jarnages, Pionnat, Roches és Parsac községekkel határos.

## Népesség
A település népességének változása:
| Lakosok száma | 495  | 380  | 336  | 347  | 359  | 355  | 346  | 346  | 347  | 356  |
|               | 1968 | 1982 | 1990 | 2006 | 2013 | 2015 | 2017 | 2019 | 2020 | 2022 |